# كيلي كوك
كيلي كوك (بالإنجليزية: Kelly Cook)‏ هو لاعب كرة قدم أمريكية أمريكي، ولد في 20 أغسطس 1962.